# Jarmo Jääskeläinen
Jarmo Jääskeläinen (ur. 2 sierpnia 1937 w Viipuri, Finlandia, obecnie Wyborg w Rosji, zm. 2 stycznia 2022 w Helsinkach) – fiński dziennikarz, producent i reżyser filmów dokumentalnych. Tematyka polska zajmowała w jego twórczości szczególne miejsce.
W 1965 rozpoczął studia w Państwowej Wyższej Szkole Filmowej w Łodzi. Od 1967 pracował równocześnie jako korespondent radia Yleisradio w Polsce. Po powrocie do Finlandii został producentem filmowym i pedagogiem. Założył Documentary Project w YLE TV2 (1990-1997). W 1998 otrzymał honorowy tytuł profesora.

## Wybrana filmografia
- 1977: Ylioppilaan kuolema (o sprawie Stanisława Pyjasa)
- 1977: Najlepsze miejsce na ziemi (film o roku z życia starego poszukiwacza złota, żyjącego samotnie na północy Finlandii, dubbing Jana Himilsbacha)
- 1982: Vankilan rajattu vapaus (o Polsce w latach 1980-1981)
- 1983: Nälkäsairaus, 1983 (o getcie warszawskim)
- 1985: Messu isänmaan puolesta (o zamordowaniu Jerzego Popiełuszki)
- 1987: Lastauspaikka – Umschlagsplatz, 1987 (o getcie warszawskim)
- 1989: Sankarit ja marttyyrit (o getcie w miasteczku Nowy Korczyn)